# タナカふとんサービス

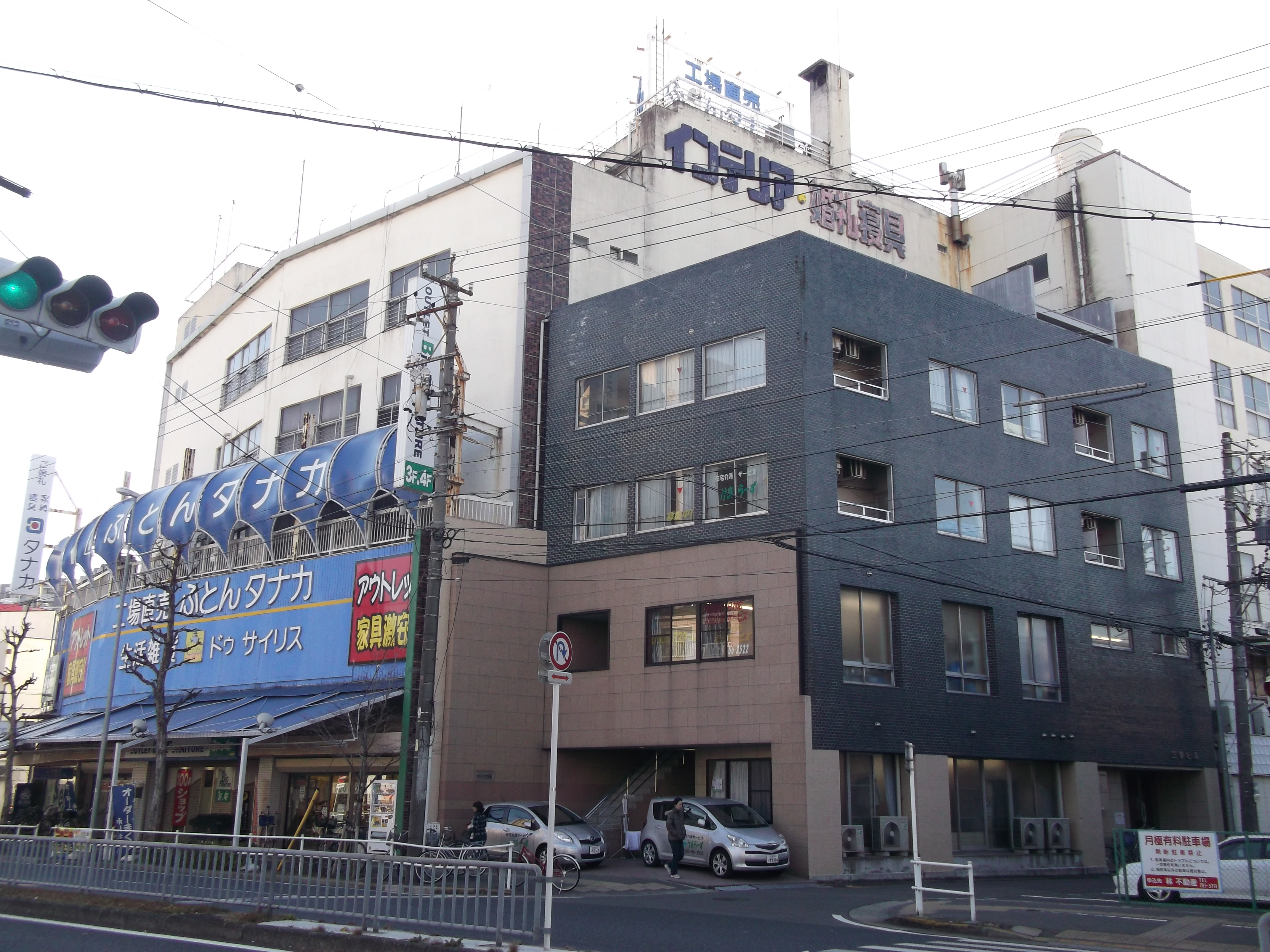
ふとんのタナカ名古屋大曽根総本店（2014年1月）

株式会社タナカふとんサービスは、愛知県一宮市にある日本の寝具製造販売企業。オーダーメイドの枕ブランド「じぶんまくら」が主な商品で、日本国内に150店舗以上を展開する。

## 歴史
「米又」という屋号で米屋を営んでいた創業者の田中又三郎は、一宮市の真清田神社前の露店定期市（毎月3と8の日）で中古の蚊帳を売るようになった。それがきっかけとなり、1875年（明治8年）から、蚊帳や布団（正確には綿など布団の材料になるもの）を売る布団呉服店を始めた。 
布団呉服店は1906年（明治39年）、田中為吉が2代目として受け継ぎ、妻とともに経営した。 だが、為吉が若くして死去したため、妻はやむを得ず再婚後、養子を迎えた。養子の田中彦一郎は1923年（大正12年）に3代目に就任。だが、実際には、妻が職人を抱えながら運営していた。 
為吉と妻の間の子息である寿一（1916年生）は愛知県立一宮中学校（現在の愛知県立一宮高等学校）に入学し、旧制第八高等学校への進学を目指していたが家庭の経済事情により断念して家業に力を注いだ。 布団の卸と小売の両立は難しいと判断して小売のみに事業を絞り、店で待つだけでなく自転車に乗って起町や奥町などの機屋や紡績工場を回り、住み込みの女性従業員に布団や蚊帳を販売した。
しかし、太平洋戦争の一宮空襲で一宮市は大きな被害を受ける。敗戦後、繊維製品の統制解除により、一宮市本町通2丁目で間口2間の戦災復興住宅2棟に寝具小売店を再開。1950年（昭和25年）には「株式会社田中商店」として法人組織となり、1958年（昭和33年）には「株式会社田中ふとん店」と称号を改めた。
1971年（昭和46年）には、一宮市本町3丁目に鉄筋5階建ての店舗ビルを建立し、「株式会社タナカふとんサービス」と称号を改めた。だが、モータリゼーションの進展で人の動きが郊外へとシフトしたことから、郊外型の専門店の多店舗展開を進めた。
1974年（昭和49年）に名古屋市の大曽根で大型店をオープンしたのを皮切りに、江南店（現在は閉店）、柳津店（現在は閉店）などを相次いでオープン。1985年（昭和60年）に就任した社長の田中公雄（寿一の子息）は、オーダーメイド寝具を主軸に「ふとんタナカ」「じぶんまくら」「B-DESIGN」などの寝具ブランドにて店舗展開を進め、2023年（令和5年）現在、全国に150店舗以上拡大している。
2022年（令和4年）8月、2021年（令和3年）度のオーダーメイド枕「じぶんまくら」年間販売数がギネス世界記録に認定された。